# Uloborus lugubris
Uloborus lugubris là một loài nhện trong họ Uloboridae.
Loài này thuộc chi Uloborus. Uloborus lugubris được Tord Tamerlan Teodor Thorell miêu tả năm 1895.